# Val Venina
La val Venina è una valle laterale della Valtellina, in provincia di Sondrio. Si estende verso sud nel territorio comunale di Piateda, all'interno del Parco delle Orobie Valtellinesi.
La vallata si dirama in quattro valli più piccole: la Val Venina propriamente detta (la più occidentale) che sale al Passo di Venina, la Val d'Ambria, la Val Vedello e la Val Caronno (la più orientale). Ospita diversi laghi alpini, tra cui il lago di Scais, il lago di Venina e il lago Zappello.
Storicamente la valle ha avuto un'importanza particolare per le miniere di ferro. Il nome potrebbe risalire, come molti altri nel comprensorio della val d'Ambria, da toponimi di origine tardo germanica. Nello specifico, il termine norreno vin (pascolo), potrebbe suggerire una presenza umana non indifferente in epoche ormai remote, testimoniata dagli immensi pascoli della val d'Ambria visibili tutt'oggi.